# Fronteira República Democrática do Congo–Zâmbia
A fronteira entre República Democrática do Congo e Zâmbia é a linha que limita os territórios da República Democrática do Congo e da Zâmbia. A configuração da fronteira define um cabo de frigideira no território congolês, no sul da região de Catanga.

## Descrição
De oeste para leste, este limite começa no ponto de tríplice fronteira Angola-República Democrática do Congo-Zâmbia, passa junto à cidade de Kipushi, corta o Lago Mweru e termina no Lago Tanganica. 
Na sua parte oriental, a fronteira materializa-se sobretudo pelo rio Luapula e posteriormente pelo Lago Mweru. A oeste, coincide praticamente com a divisória de águas entre as bacias do Congo-Lualaba, ao norte, e do Zambeze, ao sul.
Um tratado assinado em 1989 pela República Democrática do Congo e pela Zâmbia resolveu uma disputa herdada da era colonial sobre a demarcação dos limites terrestres e lacustres entre o Lago Mweru e o Lago Tanganica.